# Kefaládos
 (juin 2025).
Kefaládos (grec moderne : Κεφαλάδος) est une localité située dans le dème d'Archánes-Asteroússia, dans le district régional d'Héraklion, dans la périphérie de Crète, en Grèce.
Selon le recensement de 2021, elle compte 28 habitants.